# イミノ二酢酸
イミノ二酢酸（イミノにさくさん、英: Iminodiacetic acid）は化学式HN(CH2CO2H)2で表されるジカルボン酸アミンの一種で、IDAと略される。イミノ二酢酸アニオンは三座配位子として、五員環のキレート環を持つ金属錯体を形成する。窒素原子上のプロトンは、イオン交換樹脂製造ため炭素原子に置き換えることができる。IDAは、二座配位子のグリシンより強く、四座配位子のニトリロ三酢酸より弱い錯体を形成する。

イミノ二酢酸アニオンと金属との錯体

キャピラリー電気泳動において、IDAはペプチドの電気移動度の調整に使われる。